# A-90 오를료노크

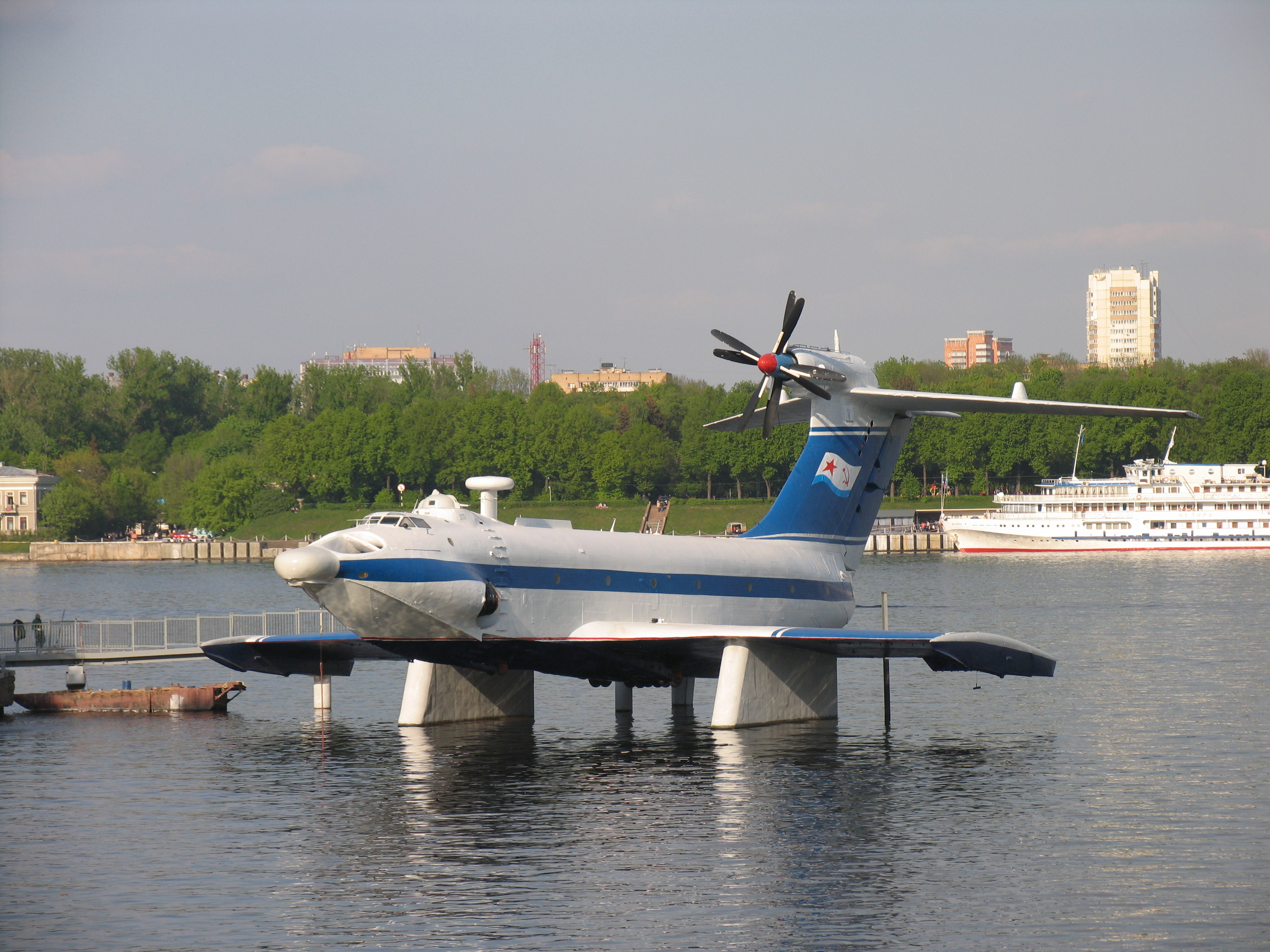
A-90 오를료노크

A-90 오를료노크(A-90 Орлёнок)는 소련의 공학자 로스티슬라프 알렉세예프에 의해 설계된 위그선으로, 소련 해군에서 사용하였다. 지면 효과를 이용해 지상에서 몇 미터 부양할 수 있도록 설계되었으며, 1972년 처음으로 시험 비행에 성공해 1979년부터 본격적으로 도입된 뒤 1993년 단종되었다.

## 같이 보기
- 위그선